# Tuđin
Tuđin (cyr. Туђин) – wieś w Serbii, w okręgu kolubarskim, w gminie Osečina. W 2011 roku liczyła 168 mieszkańców.